# Santa María de Picachos
Santa María de Picachos localidad conocida informalmente como Picachos está situado en el Municipio de Huajicori, en el Estado de Nayarit, México.
Tiene 281 habitantes y está a 1480 metros de altitud.